# Charles de Coux
Charles de Coux (Lubersac (Corrèze), 25 maart 1787 – Guérande (Loire-Atlantique), 16 januari 1864) was een Frans econoom, hoogleraar aan de Katholieke Universiteit Leuven. Hij was een van de eerste economen die een christelijke en sociale economie ontwikkelden.

## Levensloop
Graaf Charles de Coux was een zoon van Michel de Coux en Lucie Mastertoàn de Castletown. Na het uitbreken van de Franse Revolutie emigreerde hij in 1790 met zijn ouders naar Engeland. Hij verbleef ook enkele jaren in de Verenigde Staten.
Terug in Frankrijk stichtte hij in 1831, onder de invloed van Félicité Robert de Lamennais, samen met Henri Lacordaire en Charles de Montalembert een vrije school in de Rue des Beaux-Arts in Parijs. Dit ging in tegen het staatsmonopolie, dat echter na de revolutie van 1830 wankel was geworden.
In 1834 werd De Coux tot hoogleraar staathuishoudkunde benoemd aan de pas opgerichte Université catholique de Malines. Hij verhuisde mee naar Leuven in 1835 en doceerde er tot in 1845. Hij verliet toen België om in Parijs hoofdredacteur te worden van het blad L'Univers.
De Coux was actief binnen de liberale groep van sociale christenen. Hij onderging de invloed van de voormannen die hij frequenteerde, zoals Lamennais, Lacordaire, Montalembert, Philippe Gerbet en Ozanam, allen gewonnen voor de vrijheidsideeën die uit de Franse Revolutie waren gesproten.
De Coux was een van de pioniers onder de economisten die de ambitie hadden een 'christelijke staathuishoudkunde' tot stand te brengen. De Coux verdedigde ideeën voor een alternatieve economische politiek, gebaseerd op industriële ontwikkeling. Daarbij stelde hij middelen voor om het pauperisme uit te roeien.
Hij was gehuwd met Françoise Grandin de Mansigy.

## Publicaties
- Essais d'économie politique, Parijs, Vanlinthout et Vandenzande, 1832.
- Discours Prononcé Le 4 Décembre 1835 À L'ouverture De Son Cours D'économie Politique À L'université Catholique De Louvain, Leuven, 1835.
- Action institutionnelle ou engagement social : lettres de Charles de Coux à Charles Périn, à Lacordaire et à l'abbé Maret de 1845 à 1849, Louvain-la-Neuve, 1990.